# Aérodrome de Kantchari
L'aérodrome de Kantchari est un aérodrome du Burkina Faso qui dessert le Kantchari. 